# Portugiesische Badmintonmeisterschaft 2014
Die Portugiesische Badmintonmeisterschaft 2014 fand vom 14. bis zum 15. Juni 2014 in Caldas da Rainha statt. Es war die 57. Austragung der nationalen Titelkämpfe in Portugal.

## Austragungsort
- Centro de Alto Rendimento (CAR), Caldas da Rainha

## Sieger und Platzierte
| Disziplin    | Gold                             | Silber                      | Bronze                              |
| ------------ | -------------------------------- | --------------------------- | ----------------------------------- |
| Herreneinzel | Pedro Martins                    | Hugo Batista                | Miguel Pinto                        |
| Herreneinzel | Pedro Martins                    | Hugo Batista                | Bruno Carvalho                      |
| Dameneinzel  | Telma Santos                     | Ana Reis                    | Ana Moura                           |
| Dameneinzel  | Telma Santos                     | Ana Reis                    | Ana Rita Santos                     |
| Herrendoppel | Fernando Silva Hugo Rodrigues    | Bruno Carvalho Tomás Nero   | Diogo Silva Nuno Santos             |
| Herrendoppel | Fernando Silva Hugo Rodrigues    | Bruno Carvalho Tomás Nero   | Duarte N. Anjo Hugo Batista         |
| Damendoppel  | Ana Moura Sofia Setim            | Filipa Lamy Telma Santos    | Ana Rita Santos Sónia Gonçalves     |
| Damendoppel  | Ana Moura Sofia Setim            | Filipa Lamy Telma Santos    | Catarina Cristina Daniela Conceição |
| Mixed        | Fernando Silva Daniela Conceição | Hugo Rodrigues Telma Santos | Pedro Martins Ana Moura             |
| Mixed        | Fernando Silva Daniela Conceição | Hugo Rodrigues Telma Santos | Duarte N. Anjo Sofia Setim          |